# Liste von Schiffen mit dem Namen Oldenburg
Oldenburg war in der Geschichte der Seeschifffahrt mehrfach Name oder Namensbestandteil von Schiffen. Namensgebend für die Schiffe waren das Land Oldenburg im Nordwesten Deutschlands bzw. dessen Hauptstadt Oldenburg.

## Schiffsliste
| Bezeichnung              | Schiffsart        | Klasse / Typ        | Baujahr | Bauwerft                                 | Eigner                                                                                                   | Dienstzeit    | Verbleib                                                                   | Bild |
| ------------------------ | ----------------- | ------------------- | ------- | ---------------------------------------- | --- | ------------- | -------------------------------------------------------------------------- | ---- |
| Oldenburg                | Segelkriegsschiff |                     | 1628    |                                          | Dänische Marine / Schwedische Marine                                                                     | bis 1660      |                                                                            |      |
| Oldenburg                | Segelkriegsschiff |                     | 1663    | Neustadt                                 | Dänische Marine                                                                                          | bis 1673      | 1673 an die Dänische Ostindien-Kompanie abgegeben, 1677 Wrack              |      |
| Oldenburg                | Segelkriegsschiff |                     | 1688    | Kopenhagen                               | Dänische Marine                                                                                          | bis 1728      |                                                                            |      |
| Oldenburg                | Linienschiff      |                     |         |                                          | Dänische Marine                                                                                          | 1740–1778     |                                                                            |      |
| Oldenburg                | Raddampfer        |                     | 1845    | Gâche frères, Paris                      | Norddeutscher Lloyd                                                                                      | 1845–1873     | 1873 verkauft an unbekannt                                                 |      |
| Großherzog von Oldenburg | Radkorvette       |                     | 1848    | William Patterson, Bristol               | Reichsflotte                                                                                             | 1849–1852     | 1852 verkauft                                                              |      |
| Oldenburg                | Segelschiff       |                     | 1851    | Rickmers Werft, Bremerhaven              | Oldenburgische Rhedereigesellschaft                                                                      | 1851–1885     | 1885 Seeunfall                                                             |      |
| Oldenburg                | Panzerschiff      |                     | 1884    | AG Vulcan, Stettin                       | Kaiserliche Marine                                                                                       | 1886–1899     | 1919 abgewrackt                                                            |      |
| Oldenburg                | Passagierschiff   | Städte-Klasse       | 1891    | Fairfield Shipbuilders, Glasgow          | Norddeutscher Lloyd                                                                                      | 1891–1911     | 1911 in die Türkei verkauft, 1930 abgewrackt                               |      |
| Oldenburg                | Fischdampfer      |                     | 1895    |                                          | Julius Wieting AG, Geestemünde, 1914–1918 Kaiserliche Marine, 1925–1927 Kapitän Karl Bojahr, Bremerhaven | 1891–1927     | 1927 abgewrackt                                                            |      |
| Oldenburg                | Frachtsegler      |                     | 1902    | Saint-Nazaire                            | Kapitän Otto Lehmberg (1888–1969) Arvo Alfred Lieto (1891–1973)                                          | 1927–1930     | 1930 nach Finnland verkauft, als Suomen Joutsen als Museumsschiff in Turku |      |
| Oldenburg                | Großlinienschiff  | Helgoland-Klasse    | 1910    | Schichau, Danzig                         | Kaiserliche Marine                                                                                       | 1912–1919     | 1921 abgewrackt                                                            |      |
| Oldenburg                | Fischdampfer      |                     | 1913    | J. H. N. Wichhorst, Hamburg              | Thode & Ebeling, Altona                                                                                  | 1913–1934     | 1934 gestrandet                                                            |      |
| Oldenburg                | Frachtschiff      |                     | 1914    | Joh. C. Tecklenborg, Geestemünde         | Deutsche Seeverkehrs-A.G. „Midgard“                                                                      | 1933–1945     | Am 7. April 1945 versenkt                                                  |      |
| Oldenburg                | Fähre             |                     | 1927    | Joh. C. Tecklenborg, Geestemünde         | Weserfähre GmbH                                                                                          | 1927?         | 1935 bei Schiffbaugesellschaft Unterweser umgebaut                         |      |
| Oldenburg                | Minenleger        | Sesia-Klasse        | 1934    | Cantieri del Tirreno Riva Trigoso, Genua | Kriegsmarine                                                                                             | 1944–1945     | Am 25. April 1945 versenkt, 1946 gehoben und 1952 abgewrackt               |      |
| Oldenburg                | Fischdampfer      |                     | 1936    | Seebeckwerft                             | Nordsee Deutsche Hochseefischerei                                                                        | 1936–1959     | 1959 abgewrackt                                                            |      |
| Oldenburg                | Frachtschiff      |                     | 1936    | Deutsche Werft, Hamburg                  | Oldenburg-Portugiesische Dampfschiffs-Rhederei / Kriegsmarine                                            | 1936–1940     | Am 14. April 1940 versenkt                                                 |      |
| Oldenburg                | Fähre             |                     | 1958    | Rolandwerft, Berne                       | Deutsche Bundesbahn / Landmark Trust                                                                     | seit 1958     | Lundy Ferry                                                                |      |
| Oldenburg                | Aufsichtsboot     |                     | 1964    | Burmester Werft, Burglesum               | WSA Bremen                                                                                               | 1964–2016     | Verkauf über die VEBEG                                                     |      |
| Oldenburg                | Zollboot          |                     | 1977    | Burmester Werft, Bremen                  | Wasserzoll                                                                                               |               | Museumsschiff des Deutschen Zollmuseums                                    |      |
| Oldenburg                | Korvette          | Braunschweig-Klasse | 2007    | Blohm + Voss, Hamburg                    | Deutsche Marine                                                                                          | 21. Jan. 2013 |                                                                            |      |